# Philippe Albert Joseph de Saulty
Philippe Albert Joseph de Saulty est un homme politique français né le 21 novembre 1765 à Aubigny (Pas-de-Calais) et décédé le 25 octobre 1833 à Saint-Chéron (Essonne).

## Biographie
Trésorier général du Génie en 1810, il devient receveur général des finances à Versailles en 1814 et Régent de la Banque de France en 1817. Il est député de Seine-et-Oise de 1824 à 1827, siégeant dans la majorité soutenant les gouvernements de la Restauration.

## Sources
- « Philippe Albert Joseph de Saulty », dans Adolphe Robert et Gaston Cougny, Dictionnaire des parlementaires français, Edgar Bourloton, 1889-1891 [détail de l’édition]